# 4807 Noboru
4807 Noboru је астероид главног астероидног појаса чија средња удаљеност од Сунца износи 2,326 астрономских јединица (АЈ).
Апсолутна магнитуда астероида је 13,4.